# نیصاف
نیصاف (به عربی: نیصاف) یک روستا در سوریه است که در استان حماه واقع شده‌است. نیصاف ۴٬۰۴۸ نفر جمعیت دارد و ۴۷۰ متر بالاتر از سطح دریا واقع شده‌است.